# Manfred Mann
Manfred Mann var en brittisk rockgrupp bildad i London 1962 av keyboardisten Manfred Mann. Senare ledde Mann den framgångsrika 1970-talsgruppen Manfred Mann's Earth Band. Gruppen Manfred Mann hade två sångare: Paul Jones från 1962 till 1966 och Mike d'Abo från 1966 till 1969. Den var stor under Swinging London-perioden på 1960-talet men upplöstes sent 1969.

## Historik
Ursprungligen hette gruppen The Mann-Hugg Blues Brothers och spelade mestadels jazz, beroende på Manns jazzintresse. Övriga medlemmar i originaluppsättningen var Paul Jones (sång, munspel), Mike Vickers (gitarr, saxofon, flöjt), Tom McGuinness (basgitarr) och Mike Hugg (trummor). Gruppen fick skivkontrakt av EMIs His Masters Voice 1963, efter att ha försökt både hos Decca och Pye Records. När man fått tag i producenten John Burgess tyckte han det var bättre att namnge gruppen efter keyboardisten, "Manfred Mann". Sångaren Paul Jones var den som fick mest uppmärksamhet i gruppen. Han räknas som en av de allra bästa sångarna inom "The British invasion". Mike Hugg kan också sägas vara ett viktigt namn då han var den som höll ihop gruppen längst. Manfred Mann själv däremot höll en låg profil och var faktiskt emot att hans namn skulle användas som gruppnamn.
Gruppens två första singlar rönte föga framgång. Gruppen ombads sedan att skriva en signatur till brittiska tv-showen Ready, Steady, Go. Den låten, "5, 4, 3, 2, 1", blev gruppens genombrott. Under gruppens första singlar hade Dave Richmond varit basist, men han lämnade gruppen efter "5, 4..." och McGuiness kom tillbaka. Man fick mindre framgång med singeln "Hubble Bubble Toil and Trouble", och sedan kom gruppens definitiva genombrott med låten "Do Wah Diddy Diddy" sommaren 1964, och sedan rullade det på fram till slutet av 1960-talet. Sistnämnda låten blev också deras internationella genombrott och är antagligen deras mest kända inspelning.
En framgångsrik uppföljare till "Do Wah Diddy Diddy" kom på hösten, "Sha La La". Både låtar var äldre uppiffade R&B-hits. Dessa två låtar var också gruppens största amerikanska framgångar. Gruppen valde medvetet bort marknaden i USA p. g. a. kostnadsskäl och de är därför mycket mer kända i Europa. De brittiska hitsen fortsatte strömma på. 1965 hade de stora brittiska framgångar med outgivna Bob Dylan-låten "If You Gotta Go, Go Now" och "Oh No, Not My Baby". De blev också mindre hits i Sverige. Samma år lämnade gitarristen Mike Vickers gruppen. Han tyckte han fick för lite uppmärksamhet. Hans ersättare blev Jack Bruce som tidigare spelat basgitarr med John Mayall. Detta gjorde att Tom McGuinness kunde återgå till sitt "riktiga" instrument, gitarr.
På våren 1966 fick de en hit med "Pretty Flamingo". Den låten markerade slutet på en era för gruppen då Paul Jones lämnade den för att inleda en framgångsrik solokarriär. Hans ersättare blev Mike d'Abo. Även basisten Jack Bruce lämnade efter den singeln gruppen för att bilda Cream. Att Manfred Mann som grupp fortfarande existerade togs med förvåning av många då deras skivkontrakt löpt ut, och då Jones setts som den som gjorde att gruppen gick runt. 
Den nya versionen av gruppen skrev kontrakt med Fontana Records. Klaus Voormann hade nu också hoppat in på basgitarr. Man rensade nu bort den R&B som varit så framstående i tidigare hits från gruppen till förmån för ett mer popanpassat sound. De nya Manfred Manns första singel var en cover på Bob Dylans "Just Like a Woman" som klev upp på Englandslistans tionde plats. I Sverige gick det ännu bättre då den knep första platsen på Tio i topp. Gruppens nästa singel, "Semi-Detached Suburban Mr. James" skrevs av sångaren i New Vaudeville Band och var en stor musikalisk förändring för gruppen. 

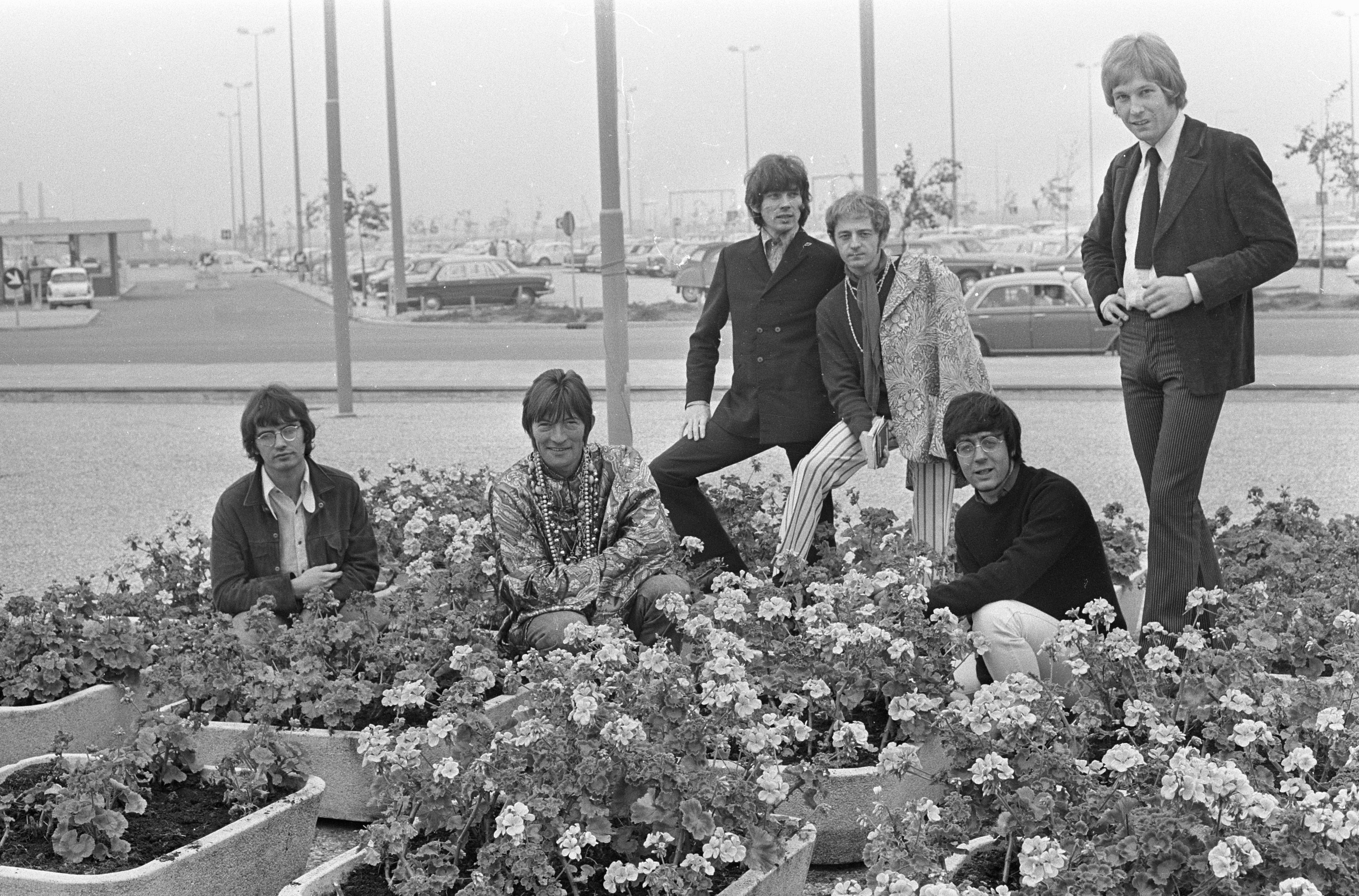
Manfred Mann och Dave Berry anländer till Schiphol Airport, Nederländerna, den 11 september 1967. Från vänster till höger: Tom McGuinness, Dave Berry, Klaus Voormann, Mike Hugg, Manfred Mann, Mike d'Abo.

Våren 1967 gav världen hiten "Ha! Ha! Said the Clown". 1968 spelade gruppen in Bob Dylans outgivna "Mighty Quinn" som i konkurrens med "Do Wah Diddy Diddy" har kommit att bli en av deras mest kända låtar. På hösten 1968 hade de en nonsensartad hit i Storbritannien och Europa med låten "My Name is Jack". 1969 kom "Fox on the Run" vilken blev en stor Tio i topp-hit i Sverige. Gruppens sista stora hitlåt från 1960-talet blev "Ragamuffin Man". Manfred Mann fortsatte sin karriär i Manfred Mann's Earth Band sedan gruppen Manfred Mann upplösts sent 1969.
Under namnet The Manfreds har Paul Jones, Mike D'Abo, Tom McGuinness, Mike Vickers, och Mike Hugg återförenats flera gånger för att köra de gamla låtarna på oldiesturnéer.

## Medlemmar

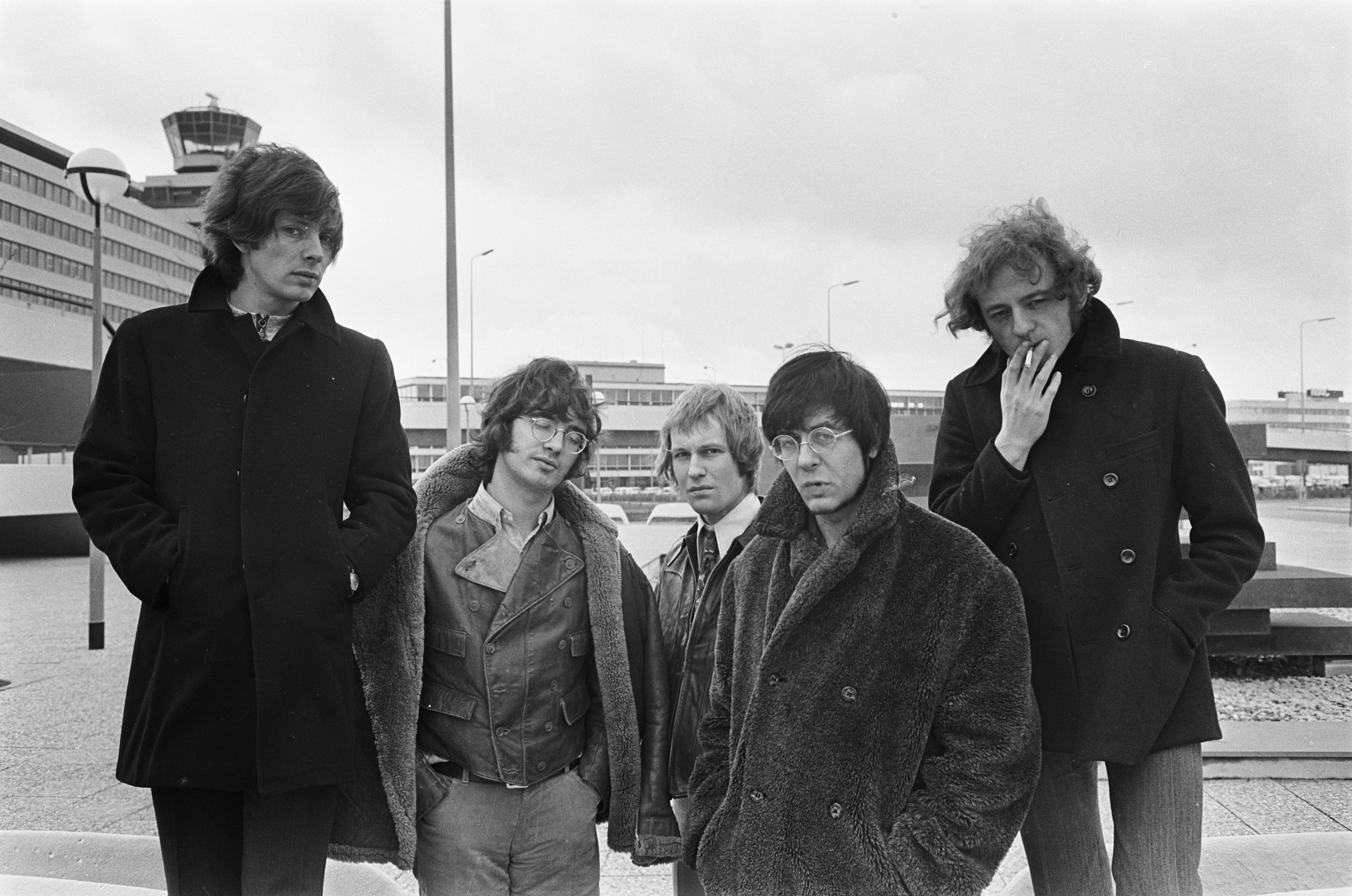
Manfred Mann 1968

- Manfred Mann – keyboards, bakgrundssång (1962–1969)
- Mike Hugg – trummor, vibrafon, klaviatur (1962–1969)
- Paul Jones – sång, handslagverk, munspel (1962–1966)
- Mike Vickers – gitarr, altsax, flöjt, bakgrundssång (1962–1965)
- Dave Richmond – bas (1962–1964)
- Tom McGuinness – bas (1964–1965), gitarr (1965–1969), bakgrundssång (1964-1969)
- Jack Bruce – bas, bakgrundssång (1965–1966; död 2014)
- Klaus Voormann – bas, blockflöjt, flöjt, saxofon, bakgrundssång (1966–1969)
- Mike d'Abo – sång, keyboard (1966–1969)

## Diskografi (i urval)

### UK Album
- The Five Faces of Manfred Mann (1964)
- Mann Made (1965)
- As Is (1966)
- Up the Junction (1968) (soundtrack)
- Mighty Garvey! (1968)

### USA Album
- The Manfred Mann Album (1964)
- The Five Faces of Manfred Mann (1965)
- My Little Red Book of Winners (1965)
- Mann Made (1965)
- Pretty Flamingo (1966)
- Up the Junction (1968)
- Mighty Quinn (1968)

### EP:s
- Manfred Mann's Cock-a-Hoop (1964)
- Groovin' With Manfred Mann (1964)
- The One in the Middle (1965)
- No Living Without Loving (1965)
- Machines (1966)
- Instrumental Asylum (1966)
- As Was (1966)
- Instrumental Assassination (1966)
- Ha! Ha! Said the Clown (1977)